# Sarinah
PT Sarinah (Persero) is een Indonesisch retailbedrijf dat eigendom is van de staatsholdingPT Aviasi Pariwisata Indonesia (Persero) (InJourney). Het vlaggenschip, het Sarinah Building in de M.H. Thamrin Street in het centrum van Jakarta, was de eerste wolkenkrabber die in Jakarta werd gebouwd en tevens het eerste moderne warenhuis in de stad. Naast Thamrin heeft Sarinah nog een aantal andere verkooppunten, namelijk in Pejaten Village in Zuid-Jakarta, Banyumanik (Semarang) en Malang. 

## Geschiedenis
Sarinah werd op 17 augustus 1962 opgericht als PT Department Store Indonesië "Sarinah".
Begin jaren 1960 had Indonesië te kampen met zeer hoge inflatiecijfers. President Soekarno geloofde dat een warenhuis zou fungeren als prijsstabilisator om zo de prijzen onder controle te houden. Hij verwees daarbij naar soortgelijke warenhuizen in communistische staten die als dergelijke prijsstabilisatoren werden gebruikt (bijvoorbeeld het Sovjet-Russische GUM, het Tsjechische Bílá labuť en het Poolse Cedet. De eerste winkel in Jakarta werd gebouwd door de Obayashi Corporation met behulp van Japanse oorlogsherstelfondsen en werd geopend in augustus 1966. Het project werd bedacht door president Soekarno, die het Sarinah noemde, naar zijn kindermeisje uit zijn kindertijd.
Om de prijzen te stabiliseren, publiceerde het staatswarenhuis Sarinah wekelijks prijslijsten voor levensmiddelen. Soekarno verzekerde dat "warenhuis Sarinah een van de belangrijkste instrumenten voor de organisatie van het Indonesische socialisme zal worden..." en "als Sarinah een kebaya voor 10 roepia verkoopt, zal een andere winkelier het niet aandurven om dezelfde kebaya voor 20 roepia te verkopen". In deze rol faalde het echter bijna onmiddellijk, omdat er een limiet was aan wat één winkel of zelfs een paar winkels in zo'n groot land konden doen. Sarinah had moeite om te concurreren met andere retailers en raakte in de schulden toen de winkel agressief uitbreidde naar andere steden in Indonesië.
Begin jaren 1970 richtte Sarinah zich in een poging te overleven op lokaal handwerk, met name batik. In 1979 werd de naam gewijzigd in de huidige naam. 
Op 6 oktober 2021 heeft de Indonesische regering de meerderheid van de aandelen van het bedrijf overgedragen aan PT Aviasi Pariwisata Indonesia (Persero), als een poging om een staatsbedrijf op te richten dat zich bezighoudt met luchtvaart en toerisme.

## Sponsoring
In juni 2025 werd Sarinah de titelsponsor van de Jakarta ePrix 2025 van het elektrische motorsportkampioenschap Formule E.